# Melissa Mathison
Melissa Mathison (Los Angeles, 3 giugno 1950 – Los Angeles, 4 novembre 2015) è stata una sceneggiatrice e produttrice cinematografica statunitense.

## Biografia
Una delle principali collaboratrici di Steven Spielberg, nota soprattutto per la sceneggiatura di E.T. l'extra-terrestre che le ha valso il successo internazionale, è stata candidata al Premio Oscar, al Golden Globe e due volte al Premio BAFTA.
Nel 1983 si è sposata con Harrison Ford, da cui ha divorziato nel 2004. Buddista praticante ha scritto e coprodotto Kundun di Martin Scorsese sulla vita del Dalai Lama.
È morta nel 2015 all'età di 65 anni a causa di un tumore neuroendocrino.

## Filmografia
- Black Stallion, regia di Carroll Ballard (1979)
- 60 minuti per Danny Masters (The Escape Artist), regia di Caleb Deschanel (1982)
- E.T. l'extra-terrestre (E.T. the Extra-Terrestrial), regia di Steven Spielberg (1982)
- Ai confini della realtà (Twilight Zone: The Movie), regia di Joe Dante, John Landis, George Miller, Steven Spielberg (1983) - episodio Kick the Can
- La chiave magica (The Indian in the Cupboard), regia di Frank Oz (1995)
- Kundun, regia di Martin Scorsese (1997)
- Il GGG - Il grande gigante gentile (The BFG), regia di Steven Spielberg (2016)